# Natica colima
Natica colima is een slakkensoort uit de familie van de Naticidae. De wetenschappelijke naam van de soort is voor het eerst geldig gepubliceerd in 1937 door Strong & Hertlein.